# Храбри (подводная лодка)
П-1 «Храбри» (сербохорв. П-1 Храбри / P-1 Hrabri) — первая югославская дизель-электрическая подводная лодка типа «Храбри», головной корабль проекта. Была построена британской компанией Vickers-Armstrong Naval Yard на заводе в Ньюкасл-апон-Тайне (Великобритания) и спущена на воду в 1927 году. Конструкция подводной лодки была основана на британских подводных лодках типа L, два задела которых как раз использовались для сборки двух субмарин типа «Храбри». Подлодка была оснащена шестью носовыми 533-мм торпедными аппаратами, двумя 102-мм корабельными орудиями и пулемётом, глубина погружения достигала 60 м.
В довоенные годы «Храбри» нанесла несколько визитов в порты Средиземноморья. В ходе Апрельской войны 1941 года она была захвачена итальянскими войсками и переименована в N 3, но в связи с неудовлетворительным состоянием не была принята в состав ВМС Италии, а в том же году была разрезана на металл.

## Конструкция
До середины 1920-х годов какой-либо политики в развитии Королевских ВМС Югославии не было, хотя считалось, что контроль над побережьем Адриатического моря при ограниченных ресурсах становился первостепенной задачей. В 1926 году была принята небольшая 10-летняя программа строительства подводных лодок, миноносцев, морских бомбардировщиков и торпедоносцев для обеспечения безопасности югославского побережья. Подводные лодки типа «Храбри» стали одним из новейших приобретений для Югославии, которые могли принять этот новый вызов.
Подводная лодка «Храбри» (сербохорв. Храбри / Hrabri, букв. «Храбрый») была построена в 1927 году по заказу Королевства сербов, хорватов и словенцев британской компанией Vickers-Armstrong Naval Yard в Ньюкасл-апон-Тайне (Великобритания). Конструкция этой подлодки основывалась на конструкции британских подводных лодок типа L, а для строительства использовался задел подлодки HMS L-67, заказ на строительство которой был отменён британцами. Как и подводная лодка «Небойша» (сестринский корабль), подлодка «Храбри» имела следующие главные размерения: длина — 72,05 м, ширина — 7,32 м, осадка в надводном положении — 3,96 м. Водоизмещение составляло 991 т в надводном положении и 1183 т при погружении. Экипаж состоял из 45 человек. Глубина погружения составляла 60 м.
Главную энергетическую установку подлодок типа «Храбри» составляли два дизельных двигателя (в надводном положении) и два электромотора (в подводном положении). Мощность дизельных двигателей составляла 1800 кВт, мощность электромоторов — 1200 кВт. Они позволяли развивать лодке скорость 15,7 узлов в надводном положении и 10 узлов в подводном положении. Вооружение составляли шесть носовых торпедных аппаратов калибром 533 мм (каждая субмарина могла нести до 12 торпед на борту), два 102-мм палубных орудия (одно на носу, второе на корме) и один пулемёт. Дальность плавания достигала 3800 морских миль при скорости 10 узлов.

## Служба
Спуск подводной лодки «Храбри» состоялся в 1927 году, и она стала первой подлодкой ВМС Королевства сербов, хорватов и словенцев (Королевские военно-морские силы Югославии). В конце января 1928 года «Храбри» и «Небойша» отплыли из Ньюкасла вместе с плавучей базой подводных лодок «Хвар». Они прибыли в Которский залив 8 апреля 1928 года. В мае—июне 1929 года «Храбри», «Небойша» и «Хвар» вместе с шестью миноносцами сопровождали крейсер «Далмация» во время его путешествия к островам Мальта, Корфу (Ионическое море) и визита в город Бизерта (Французский протекторат Тунис). Британский военно-морской атташе отметил, что корабли и их экипажи во время пребывания у берегов Мальты произвели на него очень хорошее впечатление. 16 мая 1930 года «Небойша» участвовала в учениях в Которском заливе на перископной глубине, когда столкнулась с пароходом. Никто не пострадал, однако лодка лишилась носового 102-мм орудия, которое буквально было снесено. В доках Которского залива были проведены восстановительные работы.
В июне—июле 1930 года «Храбри», «Небойша» и вспомогательное судно «Ситница» снова совершили круиз по Средиземному морю, посетив Александрию и Бейрут. В 1932 году британский военно-морской атташе сообщил, что в связи с сокращением бюджета югославские корабли провели только небольшое количество учений, манёвров или учебных стрельб. В 1934 году «Храбри» нанесла визит в Валлетту и в Келибию на побережье Туниса, а в августе 1935 года снова посетила Мальту в сопровождении подводной лодки «Осветник». В августе—сентябре 1937 года «Храбри» в сопровождении другой подлодки «Смели», также сделанной во Франции, и минного заградителя «Змай» посетила греческий город Пирей, острова Крит и Корфу.
В апреле 1941 года в Югославию вторглись страны блока оси. В это время подлодка «Храбри» находилась в Которском заливе ещё с тремя подлодками своей флотилии. 10 апреля экипажи «Храбри» и «Осветника» получили приказы приступить к операции в итальянском анклаве в провинции Зара на далматинском побережье, но к миссии так и не приступили. Позже «Храбри» захватили итальянские войска силами 17-го армейского корпуса в Которском заливе. Королевские военно-морские силы Италии присвоили подлодке номер N 3, но не приняли в состав ВМС в связи с неудовлетворительным состоянием и разрезали в том же году на металл.

### Книги
- Paul Akermann. Encyclopedia of British Submarines 1901–1955. — Penzance, Cornwall: Periscope Publishing, 2002. — ISBN 978-0-907771-42-5.
- Erminio Bagnasco. Submarines of World War Two. — Annapolis, Maryland: Naval Institute Press, 1977. — ISBN 978-0-87021-962-7.
- Conway's All the World's Fighting Ships, 1922–1946 / ed. Roger Chesneau. — London, England: Conway Maritime Press, 1980. — ISBN 978-0-85177-146-5.
- Paul E. Fontenoy. Submarines: An Illustrated History of Their Impact. — Santa Barbara, California: ABC-CLIO, 2007. — ISBN 978-1-85109-563-6.
- Yugoslavia Political Diaries 1918–1965 / ed. Robert L. Jarman. — Slough, Berkshire: Archives Edition, 1997a. — Т. 1. — ISBN 978-1-85207-950-5.
- Yugoslavia Political Diaries 1918–1965 / ed. Robert L. Jarman. — Slough, Berkshire: Archives Edition, 1997b. — Т. 2. — ISBN 978-1-85207-950-5.
- Velimir Terzić. Slom Kraljevine Jugoslavije 1941: Uzroci i posledice poraza. — Beograd: Narodna knjiga, 1982. — Vol. 2.

### Периодические издания
- A.G. Hood. The Jugo-Slavian Submarines Hrabri and Nebojsa // The Shipbuilder and Marine Engine-builder. — London, England: Shipbuilder Press, 1928. — Vol. 35.